# Carl Aron Ehrengranat
Carl Aron Ehrengranat, född 12 november 1779, död 28 december 1823, var en svensk jurist, diplomat och hovman.
Ehrengranat blev student vid Uppsala universitet 1795. Ehrengranat tog därefter kansliexamen 1797. Han blev därefter kanslist i Kunglig Majestäts kansli 1798. Han blev sedan andre sekreterare i Konungens kabinett för den utrikes brevväxlingen 1801. År 1805 blev han kammarjunkare vid Gustav IV Adolfs hov. Han blev sedan härold vid Nordstjärneorden 1808. Efter avsättningen av Gustav IV Adolf vid militärkuppen i mars 1809 blev han i juni 1809 kabinettssekreterare. Samma år blev han arkivarie vid Kunglig Majestäts Orden. Han begärde avsked 1811. Han utnämndes till  riddare av Nordstjärneorden 1815 och dog ogift i Stockholm 1823.